# Manu Intiraymi
Manu Intiraymi, né le 22 avril 1978 à Santa Cruz, en Californie, est un acteur américain. Il est plus particulièrement connu pour son rôle de Icheb dans la série télévisée Star Trek: Voyager.

## Filmographie
- 2000-2001 : Star Trek: Voyager : Icheb
- 2004 : 24 Heures chrono : scène inédite S2 EP1 : l'enfant des rues
- 2012 : Les Frères Scott : Billy